# 汝の敵を愛せよ
汝の敵を愛せよ（なんじのてきをあいせよ）は、新約聖書からのことわざ。

## 概要
神があらゆる者を愛するように、人間もあらゆる者を愛し、それがたとえ敵であっても愛せよということである。悪意を持って中傷をしようとする人たちにこそ、神の慈悲慈愛を持って接しなければならないということである。

### 由来
この言葉は、新約聖書のマタイによる福音書第5章でのイエス・キリストの言葉が由来である。ここではイエス・キリストは、汝の敵を愛せよと述べて、それに続いて天の父は悪い者の上にも良い者の上にも太陽を昇らせて、正しい者にも正しくない者にも雨を降らしてくださるからであると述べている。新約聖書のルカによる福音書第6章でも見られ、ここでもイエス・キリストは汝の敵を愛せよと述べて、それからしばらく後に、あなたがたの父なる神が慈悲深いように、あなたがたも慈悲深い者となるように述べている。